# BirdLife International
BirdLife International (tidligere  International Council for Bird Preservation) er en international organisation som arbejder for fuglene og deres habitater.
BirdLife International er et verdensomspændende netværk af partnerorganisationer, som Dansk Ornitologisk Forening,  RSPB, Gibraltar Ornithological & Natural History Society (GONHS), National Audubon Society, Bombay Natural History Society, Royal Australasian Ornithologists Union, Royal Forest and Bird Protection Society of New Zealand, Malaysian Nature Society og BirdWatch Ireland.
BirdLife International blev etableret i 1922 under navnet International Council for Bird Preservation. Det var de amerikanske ornitologer T. Gilbert Pearson og Jean Theodore Delacour som dannede organisationen, som i dag er officiel rødlistemyndighed for truede fugle. Nuværende præsident i organisationen er Prinsesse  Takamado af Japan. Dronning Noor af Jordan har også været præsident for organisationen.